# Stazione di Nunziata
La stazione di Nunziata, o della Nunziata, era una stazione della linea ferroviaria a scartamento ridotto Siracusa-Ragusa-Vizzini situata nei pressi di Ragusa in Sicilia.

## Storia
La stazione fu aperta del dicembre del 1922 in occasione dell'inaugurazione della linea da Bivio Giarratana a Ragusa. La stazione, costruita poco fuori dalla periferia occidentale del capoluogo, era al servizio delle numerose masserie che insistevano sulla zona ed era gestita dalla Società Anonima per le ferrovie secondarie della Sicilia (SAFS). Rimase in esercizio fino al 1949, anno in cui fu chiusa la linea.

## Strutture e impianti
Il fabbricato della stazione è strutturato su due piani mentre il piazzale ferroviario era costituito dal binario passante e sul fronte a nord-ovest della stazione insiteva un binario tronco per il carico e scarico merci.